# Flush the Fashion
Flush the Fashion é o 12º álbum de estúdio de Alice Cooper, lançado em 1980 e produzido por Roy Thomas Baker. Musicalmente, esse álbum foi uma drástica mudança no estilo de Alice Cooper. O álbum foi o maior sucesso de Cooper em três anos.

## Faixas
Lado 1
1. "Talk Talk" (Sean Bonniwell) – 2:09
2. "Clones (We're All)" (David Carron) – 3:03
3. "Pain" – 4:06 (Alice Cooper, Davey Johnstone]] e Fred Mandel)
4. "Leather Boots" (Geoff Westen) – 1:36
5. "Aspirin Damage" – 2:57 (Alice Cooper, Davey Johnstone e Fred Mandel)

Lado 2
1. "Nuclear Infected" – 2:14 (Alice Cooper, Davey Johnstone e Fred Mandel)
2. "Grim Facts" – 3:24 (Alice Cooper, Davey Johnstone e Fred Mandel)
3. "Model Citizen" – 2:39 (Alice Cooper, Davey Johnstone e Fred Mandel)
4. "Dance Yourself to Death" (Cooper, Frank Crandall) – 3:08
5. "Headlines" – 3:18 (Alice Cooper, Davey Johnstone e Fred Mandel)

## Créditos
- Alice Cooper - vocal
- Davey Johnstone - guitarra
- Fred Mandel - teclados, guitarra
- Dennis Conway - bateria
- John Cooker Lopresti - baixo
- Howard Kaylan - background vocals
- Mark Volman - background vocals
- Keith Allison - background vocals
- Joe Pizzulo - background vocals
- Ricky Tierney - background vocals